# Panggung Jaya
Panggung Jaya is een bestuurslaag in het regentschap Mesuji van de provincie Lampung, Indonesië. Panggung Jaya telt 2889 inwoners (volkstelling 2010).